# Zanszkár
Zanszkár (ladaki: ཟངས་དཀར་, wylie: zangs dkar, hindi: जांसकर, kínai: 藏斯卡, angol helyesírás szerint: Zanskar, Zahar (helyi) vagy Zangskar) az egykori önálló királyság ma egy tehszil a Kargil körzetben, amely India szövetségi területei egyikének, Ladak szövetségi terület (2019. október 31-ig Dzsammu és Kasmír állam) része. Adminisztrációs központja Padum (régen Zanszkár fővárosa). 250 km-re délre található Kargil városától az NH301-es számú indiai nemzeti autóúton. Zanszkár népessége 2020-as adatok szerint mintegy 20 000 fő volt.
A korábbi Dzsammu és Kasmír állam harmadik régiója, Ladak régebben csupán Zanszkárral szomszédos királyság volt, de már a XV. századtól része Ladaknak. Korábban a X. századtól majdnem egy időben lettek a nyugat-tibeti Guge királyság részei.
Zanszkárt a történelmi Ladaktól a Zanszkár-hegység választja el.
A térség érdekes magyar vonatkozása, hogy Kőrösi Csoma Sándor éveket töltött Zanszkárban, főként Zanglában (1823. június 26. és 1824. október 22. között), Thetában és más kolostorokban. Emlékeit száz évvel később pedig a másik neves magyar orientalista, Baktay Ervin kutatta a környéken. Ezek miatt a magyarok érdeklődése a térség iránt élénkebb, és eltérő jellegű jellegű, ami miatt Zanszkárról több magyar dokumentumfilm is született. 

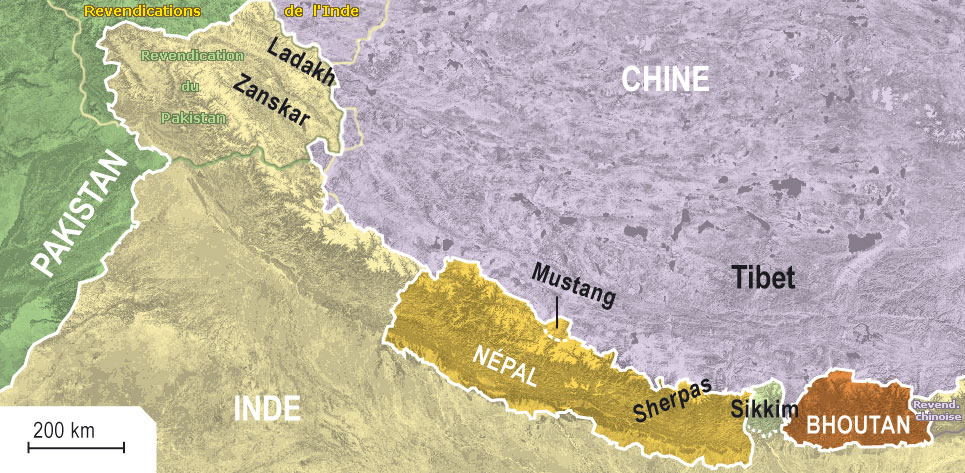
A térség államai és régiói

## Nevének eredete
Zanszkár az angol nyelvű társadalomtudományi irodalomban (antropológia, társadalmi nemek tudománya) leginkább „Zangskar” írásmóddal szerepel, ami a ladaki kiejtést tükrözi, de a zanszkári kiejtése Zãhar. Régebbi angol nyelvű földrajzi leírások és térképek használják a „Zaskar” alternatív helyesírást.
A név etimológiai vizsgálata (Snellgrove és Skorupsky, 1980) kimutatta, hogy eredete utalhat a réz természetes előfordulására ebben a régióban, amelynek tibeti jelentése „Zangs”. A második szótag értelmezése azonban nagyobb kihívást jelent, mivel különféle jelentések is szóba jöhetnek: „Zangs-dkar” (fehér réz), „Zangs-mkhar” (réz palota) vagy „Zangs-skar” (réz csillag). Mások ezekkel szemben azt állítják, hogy a név a zan=réz + skar=völgy jelentésű szóösszetétel. Crook (1994) részben osztja ezt az értelmezést, de azt sugallja, hogy a név eredetileg lehetett „Zan-mKhar” (étel palota) is, ugyanis a térségben annyira bőségesen teremnek az alapvető élelmiszernövények az egyébként meglehetősen száraz régióban. A név helyileg elfogadott írásmódja a tibeti írásmód szerinti zangs-dkar.
A térség vallástudósai közül néhányan, akiket Snellgrove és Skorupsky (1980) valamint Crook (1994) is idéz úgy vélik, hogy a terület neve eredetileg „bzang-dkar” volt, vagyis jó (vagy szép) és fehér. A „jó” a Padum síkság háromszög alakjára utal, ugyanis a háromszög a Dharma és a vallás szimbóluma; a „fehér” pedig a zanszkáriak egyszerűségére, jóságára és vallási buzgalmára utal. Így, még ha etimológiailag helyesebb is lenne a „Zangskar” szót használni, a régió nevének leggyakrabban előforduló helyesírása kétségtelenül a „Zanskar”. Körülbelül ennek felel meg a magyar helyesírás szerinti Zanszkár név.
Régebbi magyar forrásokban ritkán előfordul a Dzanszkar, Zánszkar, Dzsánszkar forma is.

## Történelme
Az emberi tevékenység első nyomai Zanszkárban a bronzkorig nyúlnak vissza. Az ennek az időszaknak tulajdonított sziklarajzok arra utalnak, hogy készítőik vadászok voltak akik Közép-Ázsia sztyeppéin, a mai Kazahsztán és Kína között éltek. Gyanítható, hogy a mon néven ismert indoeurópai népesség akkor élhetett ebben a régióban, mielőtt összekeveredtek esetleg kiszorították őket a következő bevándorlók, a dardok. A Kasmírból érkező korai buddhizmus valószínűleg már i. e. 200-ban elterjedt Zanszkárban. A legkorábbi emlékek a Kusan-korból származnak. A buddhizmus keleti terjesztését követően a VII. században Zanszkár a Nyugat-Himalája nagy részén terjeszkedő tibetiek uralma alá kerültek, akik akkoriban az animista Bon vallás követői voltak.

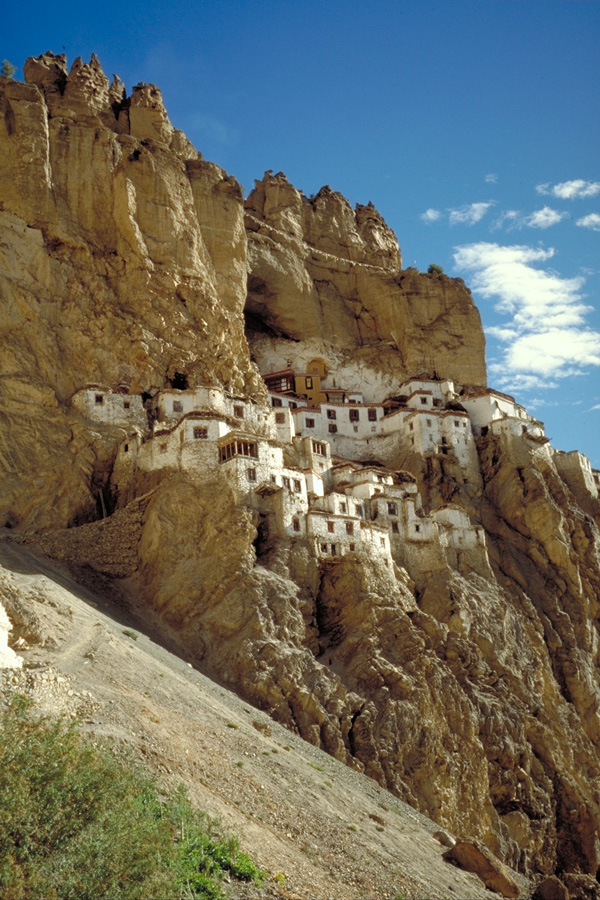
A Phugtal kolostor Északkelet-Zanszkárban

A buddhizmus a VIII. században akkor nyerte vissza befolyását Zanszkár felett, amikor Tibetben is áttértek erre a vallásra. A X. és XI. században két királyi ház uralkodott Zanszkárban. Felépítették Karsha és Phugtal kolostorait (lásd a képet). A XV. századig Zanszkár többé-kevésbé független buddhista királyságként létezett, amelyet két illetve négy rokon király irányított. A XV. század óta Zanszkár Ladaknak volt alárendelve, osztozva jószerencséjében és balsorsában. 1822-ben Kulu, Lahoul és Kinnaur szövetsége megtámadta Zanszkárt, kifosztották az országot és elpusztították a padumi királyi palotát. 1835-től Ladakkal lett Kasmír egyik tartománya, 1839-től pedig Brit-India része.
A XX. század közepén India, Pakisztán és Kína közötti határkonfliktusok miatt Ladak és Zanszkár elzárkózott a külföldiek elől. E háborúk során Ladak elvesztette korábbi területének kétharmadát: Baltisztán Pakisztánhoz, Akszájcsin (kínai: 阿克赛钦, pinjin hangsúlyjelekkel: Ākèsàiqīn) pedig Kínához került. Ladak és Zanszkár a belháborúk és a külső támadások zűrzavaros története ellenére a VIII. század óta nem veszítették el kulturális és vallási örökségüket. Az Indiai Unióhoz való csatlakozásának köszönhetően ez a Himalája ritka régióinak egyike, ahol a hagyományos tibeti kultúra, társadalom és épületek túlélték a kínai kulturális forradalmat. Az elmúlt húsz évben az út megnyitása, valamint a turisták és kutatók nagy fokú beáramlása sok változást hozott Zanszkár hagyományos társadalmi szerkezetében.
2007-ben a völgy harmadik éve sivatagi sáskajárástól szenvedett, sok falu vesztette el a termését. A kolostorok válasza púdzsá (ima) végrehajtása volt, hogy megszabaduljanak ettől a csapástól, miközben a kormány rovarölő szerek használatát szorgalmazta, amelyeket a buddhisták nem szívesen használtak, de egyes esetekben kénytelenek voltak titokban ezzel próbálkozni. 2008-ban a hírek szerint a sáskák elhagyták a központi Zanszkár-síkságot.
A zanszkáriak több mint 70 éve követelik, hogy elszakadhassanak Kargil kerülettől és önálló kerület lehessenek.

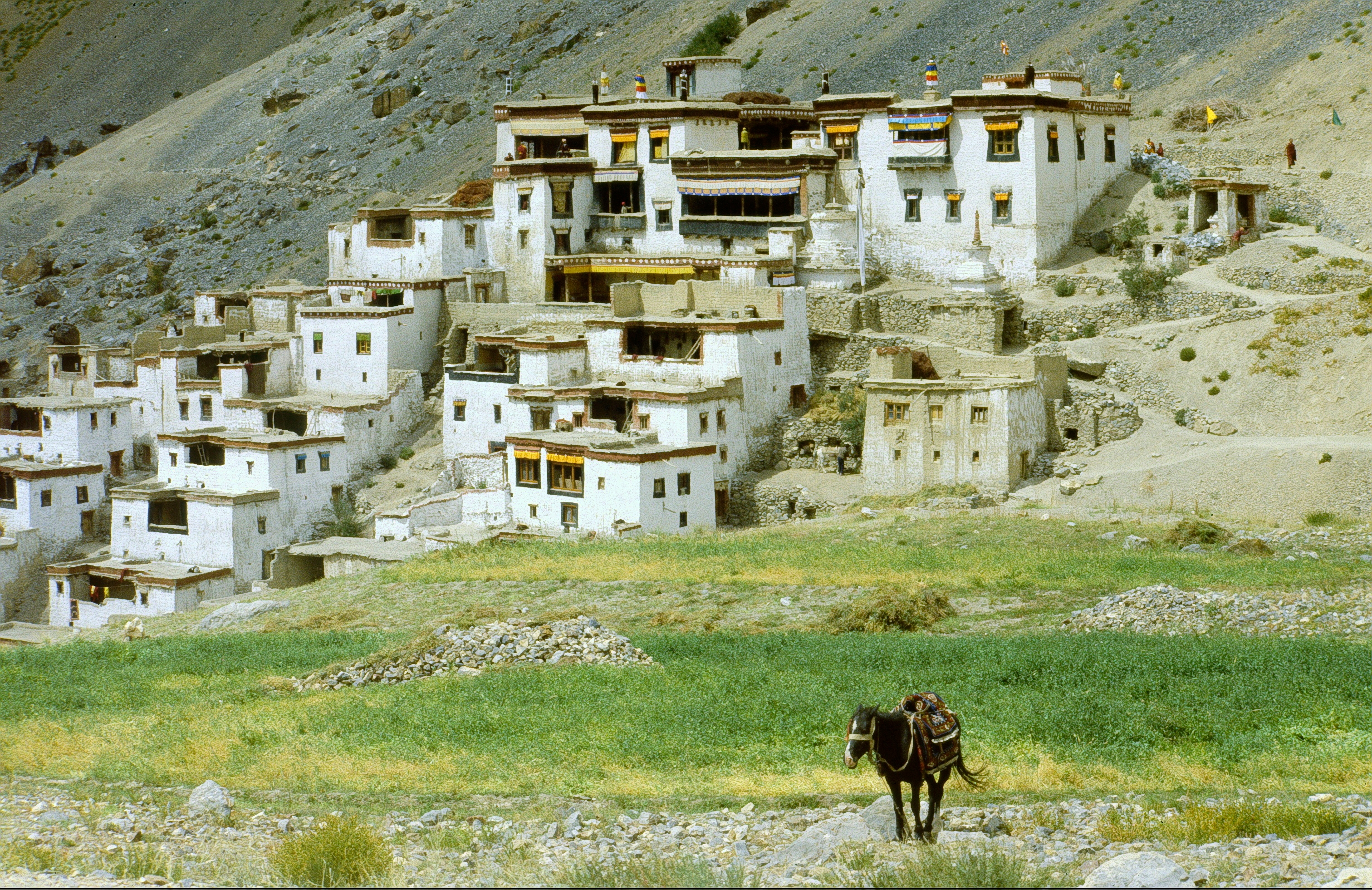
A Lingshed kolostor

## Földrajz
Geológia
A Zanszkár-hegység egy hegylánc Ladak szövetségi területen, amely elválasztja Zanszkárt a történelmi Ladaktól. Földtanilag a Zanszkár-hegylánc a Tethys Himalája része, egy körülbelül 100 km széles szinklinórium alakította erősen redőzött, pikkelyezett, gyengén metamorf üledékes sor. A Zanszkár-hegység átlagos magassága körülbelül 6000 méter. Keleti része Rupshu néven ismert.
Topográfia
Zanszkár mintegy 7000 négyzetkilométeren, 3500–7135 méter közötti magasságban terül el. Legnagyobb folyója az azonos nevű Zanszkár folyó, amely két fő ága még Zangla felett egyesül.
Az első ág, a Doda folyó forrása a Penzi-la (4400 m) hegyszoros közelében található, majd délkelet felé folyik a fő völgy mentén, amely Padum, Zanszkár fővárosa felé vezet.

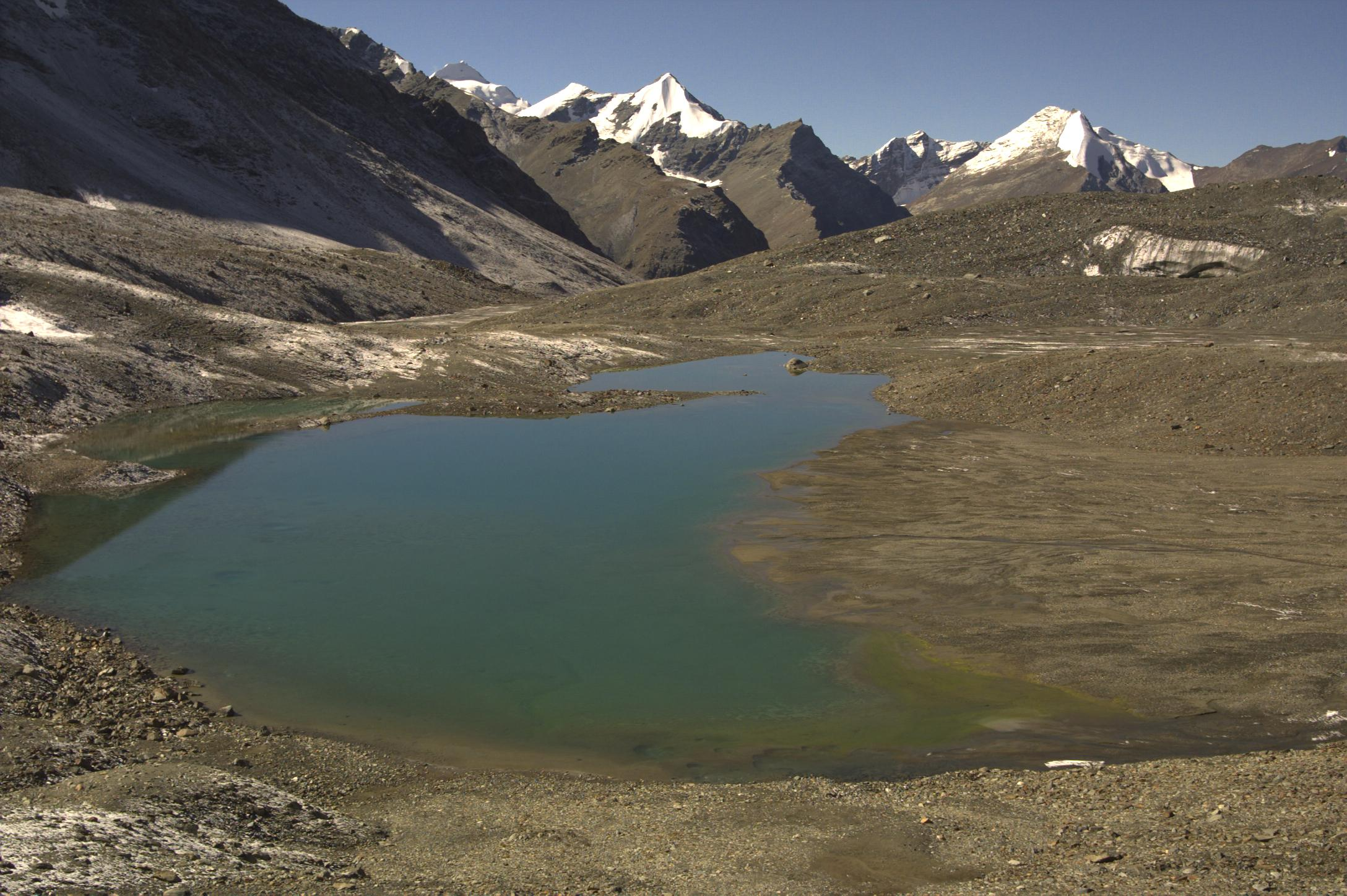
A Shingo La (hágó)

A másik ágat két nagyobb mellékfolyó alkotja: a Kargyag folyó amely Shingo La közelében (5091 m), és a Carap (Tsarap) folyó, amely a Baralacha-La közeléből ered. Ez a két folyó Purney falu alatt egyesülve alkotja a Lungnak (más néven Lingti vagy Carap folyó) folyót. Ezután a Lungnak északnyugat felé folyik egy szűk szurdokon keresztül Zanszkár központi völgye (helyileg jung-khor néven ismert) felé, ahol a Doda folyóval egyesülve alkotja a Zanszkár folyót.

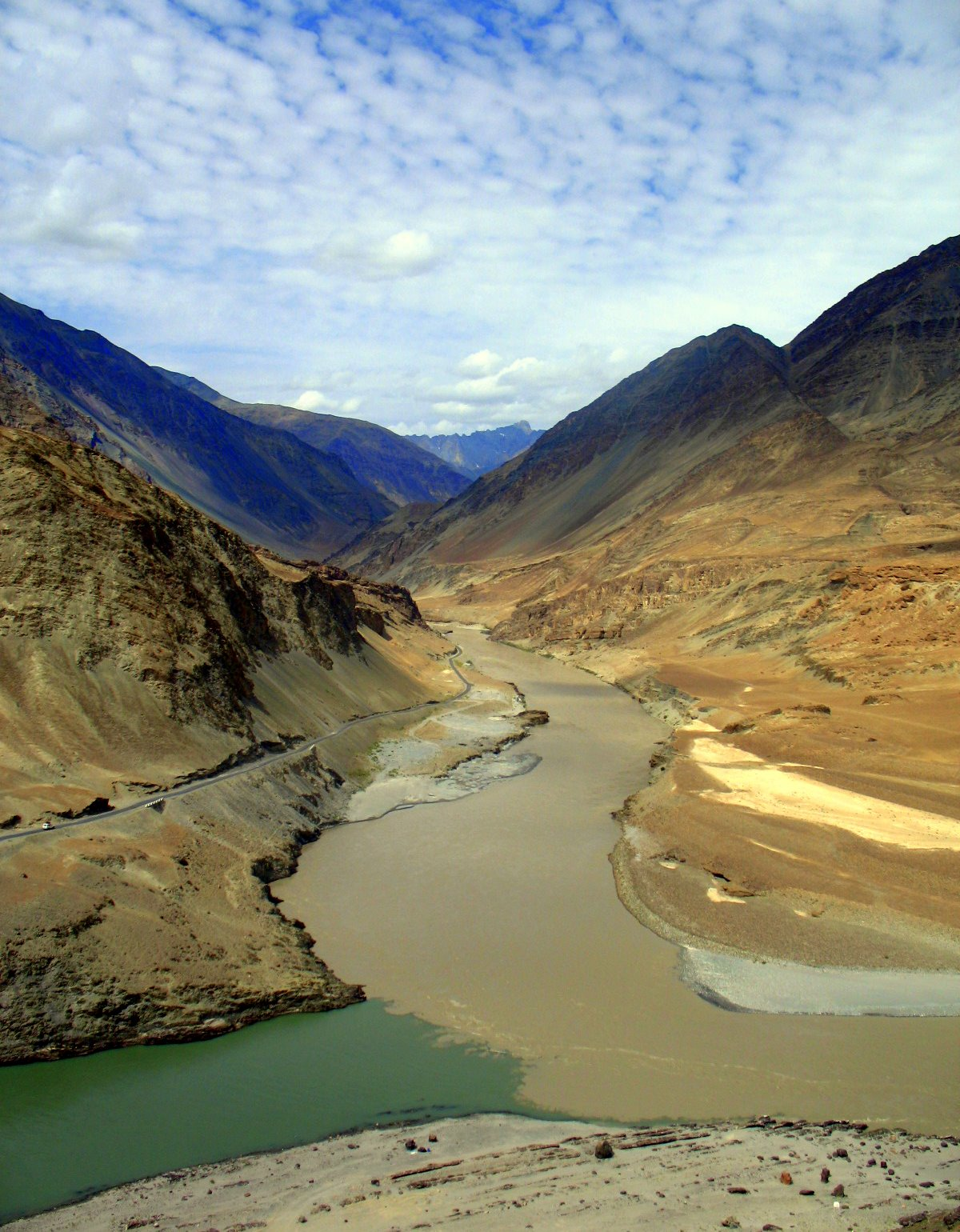
A Zanszkár folyó és az Indus találkozása

Ezután a Zanszkár folyó északkeleti irányban halad, majd  Ladakban csatlakozik az Indushoz. A Doda és a Lingti–Kargyag völgy mindkét oldalán magas hegygerincek vannak, amelyek északnyugatról délkeletre fekszenek. Délnyugatra található a Nagy Himalája hegység, amely elválasztja Zanszkárt a Kisthwar és a Chamba medencétől. Északkeletre fekszik a Zanszkár-hegység, amely elválasztja Zanszkárt a történelmi Ladaktól. Zanszkár teljes vízrajzi rendszerének egyetlen kivezető pontja tehát a Zanszkár folyó, amely átvágja a mély és keskeny Zanszkár-szurdokot a Zanszkár-hegységen keresztül.
A Zanszkár-hegység 640 kilométerre terjed a Karcha (Szuru) folyótól a Karnali folyó felső folyásáig. A 7756 méteres Kamet-csúcs a térség legmagasabb pontja.
Ezek a domborzati jellemzők magyarázzák, miért nehéz bármely irányból megközelíteni Zanszkárt. A közlekedés a szomszédos Himalája területeivel a hágókon vagy a befagyott a Zanszkár folyó mentén lehetséges. A legkönnyebb út Kargilból vezet a Szuru-völgyön át és a Penzi-La felett. Ezen a nyomvonalon épült 1979-ben Zanszkár egyetlen útja, amely összeköti Padumot a Szrinagartól Ladakig vezető főúttal. Az egyik első tibetológus, aki hosszabb időt töltött a régióban, Kőrösi Csoma Sándor magyar tudós volt, aki 1823-tól több mint egy évet töltött a régióban. Miután 1947-ben integrálódtak az újonnan alakult India államba, Zanszkárt és a szomszédos Ladak régiót egyaránt zárt területté nyilvánították, és csak 1974-ben nyitották meg a külföldiek előtt. Az első színes filmet Zanszkárban 1958-ban forgatta egy expedícióban résztvevő három brit háziasszony.

## Éghajlat
Zanszkár egy nagy magasságban elterülő félsivatag, amely a Nagy Himalája-hegység északi részén fekszik. Ez a hegység éghajlati akadályt képez, amely megvédi Ladakot és Zanszkárt a monszun nagy részétől, ami nyáron kellemesen meleg és száraz időjárást eredményez. Eső és havazás ebben az időszakban kevés, bár az elmúlt évtizedekben a csapadékmennyiség növekvő tendenciát mutat. Számos vízi hajtású malom épült az ókori aszályos időszakokban a falvaktól nagy távolságra, de ezzel felhagytak, mert folyóvíz már elérhető a települések közelében. Az egyébként jól megépített zanszkári házak megsínylették  ezt a közelmúltban megnövekedett csapadékmennyiséget, mivel tetőik szivárognak felkészületlenül érve ezzel lakóikat. A legtöbb csapadék hóként hull a zord és rendkívül hosszú téli időszakban. Ezek a téli havazások létfontosságúak, mivel ezek táplálják a nyáron olvadozó gleccsereket, amelyek az öntözéshez a víz nagy részét biztosítják.
A Zanszkár-völgy egyes részei a világ leghidegebb állandóan lakott helyei.

## Népesség
Zanszkár népessége kicsi. A 2006. áprilisi orvosi népszámlálás szerint 13 849 ember él Zanszkárban. Az orvosi népszámlálás a népesség legpontosabb mutatója, mivel születési, halálozási és népszámlálási adatokat gyűjt Zanszkár 22 orvosi segélyközpontjából. A népesség nagyjából 95%-a a tibeti buddhizmus híve, míg a többi része szunnita muszlim, akiknek ősei Padumban és környékén telepedtek le a XIX. században. A zanszkáriak többsége vegyes tibeti és indoeurópai származású; nevezetesen csangpa, dard és mon. Utóbbiak valójában etnikailag dardok, de az eltérő mon elnevezés arra szolgál, hogy megkülönböztessék őket a későbbi dard telepesektől.
A lakosság főleg elszórt apró falvakban él, amelyek közül a legnagyobb a közel 700 lakosú Padum, a főváros. A falvak többsége a Zanszkár folyó és két mellékfolyója völgyében található. Tekintettel a régió elszigeteltségére, a lakosok  önellátásra törekednek, és a közelmúltig szinte teljes autarkiában éltek. Némi külkereskedelemre azonban mindig is szükség volt olyan áruk beszerzéséhez, mint például tea, szerszámok, ékszerek vagy vallási jellegű tárgyak.

A zanszkáriak fő foglalkozása a szarvasmarhák tenyésztése és a föld megművelése, amelyek szinte kivétel nélkül a saját tulajdonukban vannak. A megmunkálható földterület szűkös, hordalékkúpok és teraszok. A megművelt területek ritkán találhatók 4000 méteres magasság felett. A zanszkáriak kifejlesztették az intenzív szántóföldi mezőgazdaság és a komplex öntözés rendszerét, hogy elegendő élelmiszert állíthassanak elő ilyen mostoha körülmények között is. 

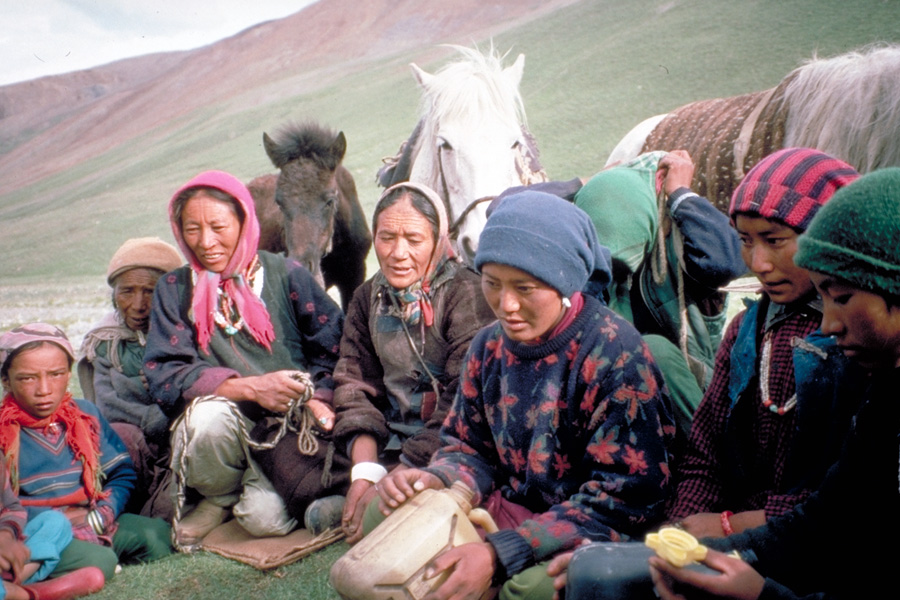
Zanszkári nők és gyermekek

 A megművelhető területek szűkössége stabil, nulla növekedésű népességet eredményezett. Zanszkárban hatékony születésszabályozó rendszert történelmileg a poliandria általános gyakorlata révén értek el, amelyben több testvér ugyanazt a nőt veszi feleségül, valamint a cölibátussal járó vallási élet széles körű elterjedése. Sajnálatos módon a magas csecsemőhalandóság szintén hozzájárul a népesség stabilitásához.
Nyáron a nők és a gyerekek az állatok gondozása miatt távol vannak a falvaktól. Ez a transzhumancia néven ismert rendszer hasonló az Alpokban elterjedt rendszerhez, ahol az állatokat nyárra feljebb hajtják a hegyekbe, ahol a gyerekek és a nők tartották őket.

## Flóra és fauna

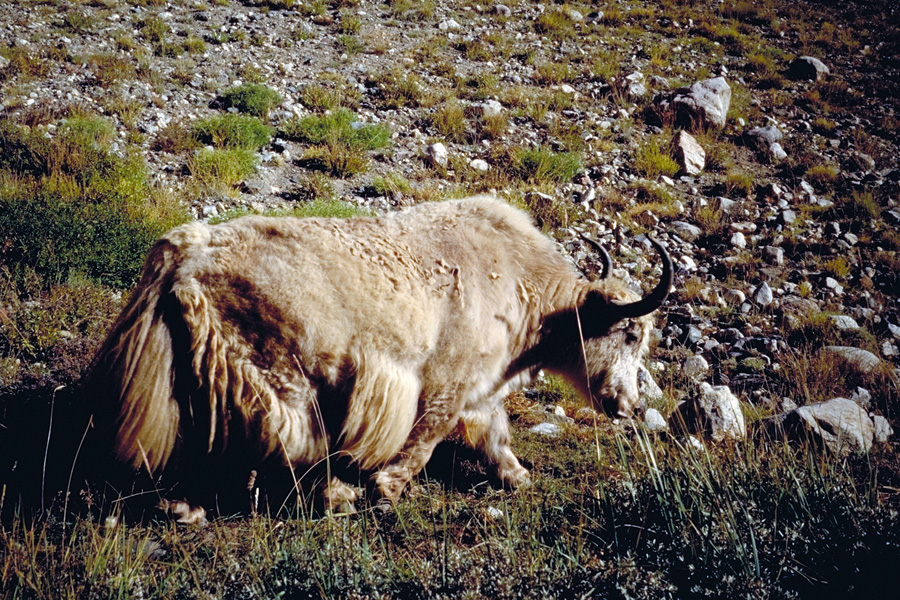
Fehér jak

Zanszkár növényzetének nagy része az öntözött falvakban és a felső lejtőkön található, ahol több csapadék esik, és amely alpesi és tundra fajokból áll. A leglátványosabbak a rétek, amelyeket havasi gyopár borít. A Gumburanjon hegy lábánál kék mák található. Árpát, lencsét és burgonyát az alacsonyabban fekvő területeken termesztenek a gazdák. Háziasított állatok, például jak, dzó, juh, ló és kutya honosak a régióban.
Zanszkárban a vadon élő állatok között megtalálható a mormota, a medve, a farkas, a hópárduc, a bharal, a kőszáli kecske, a vadjuh és a vadkecske, valamint a szakállas saskeselyű.

## Kultúra
Vallás
Vallási megoszlás Zanszkár tehsilben (2011)

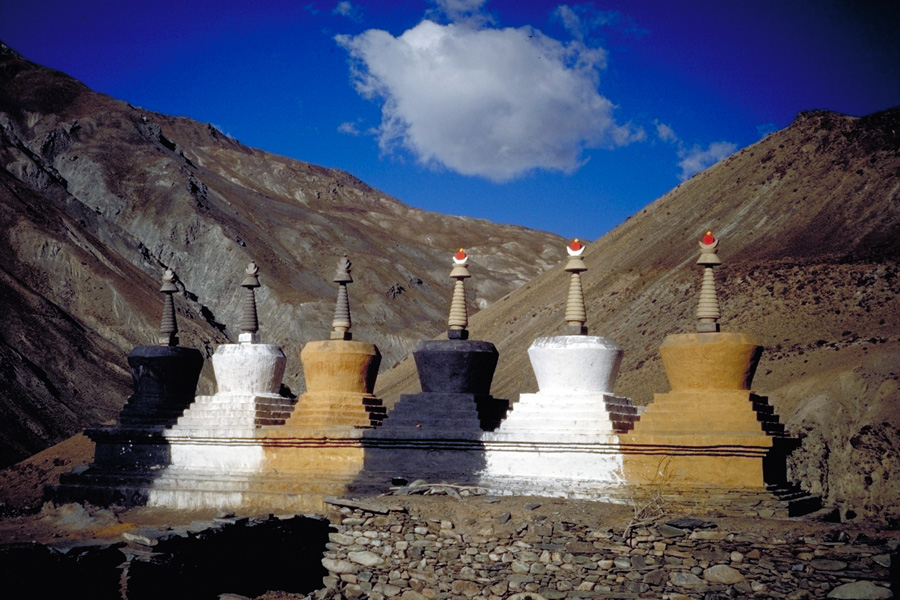
Csortenek (sztúpák) sora

A zanszkáriak túlnyomó többsége buddhista. Szinte minden faluban van egy helyi kolostor, amelyekben gyakran ősi falfestmények és képek láthatók. A tibeti buddhizmusnak két fő ága van jelen: a Drugpa irányzathoz tartozó Sani, Dzongkhul, Stagrimo és Bardan kolostor - mind lazán kapcsolódnak Staknához az Indus-völgyben. Illetve a Gelugpa irányzathoz tartozó Rangdum, Karsha, Stongde és a Phugtal kolostor, amelyek mind a Ngari rinpocse alá tartoznak, akinek fő székhelye a Likir-kolostor Ladakban. A jelenlegi Ngari rinpocse a dalai láma, Tendzin Gyaco öccse.
Nyelvek
A helybéliek a tibeti nyelv zanszkári nyelvjárását (zanskar skad) beszélik, de általában beszélnek egy kicsit hindi és urdu nyelven is,[forrás?] bár ezeken nem tudnak olvasni. A Zanszkáron kívül tanult szerzetesek általában ismerik a tibeti standard nyelvet. Az iskolázottabbak tudnak angolul, mivel ez kötelező tantárgy az indiai iskolákban. A zanszkári (zanskar pe skad: a ཟངས་ དཀར་ པེ་ སྐད་) a ladaki egyik nyelvjárása és négy aldialektusa (szkad) létezik: sztod szkad, csung szkad, sam szkad és lungna szkad. A tibeti írást használják.

## Gazdaság
Állattartás
Az állatállományból különösen a jak kiemelkedő fontosságú Zanszkárban. A jakokat igavonóként a föld felszántásához, a gabona cséplésére, nehéz (de legfeljebb 200 kilogrammos) rakományok szállítására használják. Trágyájuk nemcsak műtrágyaként szolgál, hanem a régióban az egyetlen elérhető fűtőanyag is. A tej és néha, ritkán a hús létfontosságú forrása. A jakok szőréből ruhákat, szőnyegeket, köteleket és ágyhuzatokat készítenek.

## Idegenforgalom

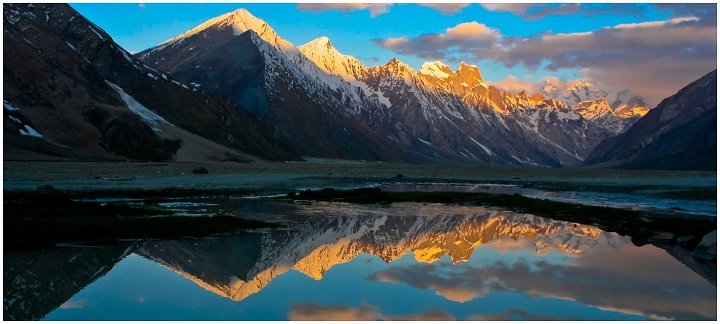
A Zanszkár hegység (Rangdum falu környéke)

Valószínűleg a turizmus a legnagyobb zavar, amelyet Zanszkár az utóbbi időben megtapasztalt, bár a régiónak a külföldiek számára történő megnyitása olyan előnyökkel járt, mint az iskolák finanszírozása, a kolostorok és utak rendbehozása, de felbolygatta ezt a törékeny hegyi környezetet és lakosságát is.

## Dokumentumfilmek
- A világ tetején (Zanskar, the Last Place on Earth, négy részes brit dokumentumfilm sorozat, 1980) Michel Peissel francia néprajzkutató filmsorozata

- Kasmír (Kashmeer and Ladakh, négy részes dokumentumfilm sorozat)[16] 1. rész: Zanszkár

A magyar dokumentumfilmek elsősorban Kőrösi Csoma Sándor illetve tibeti útja kapcsán készültek:

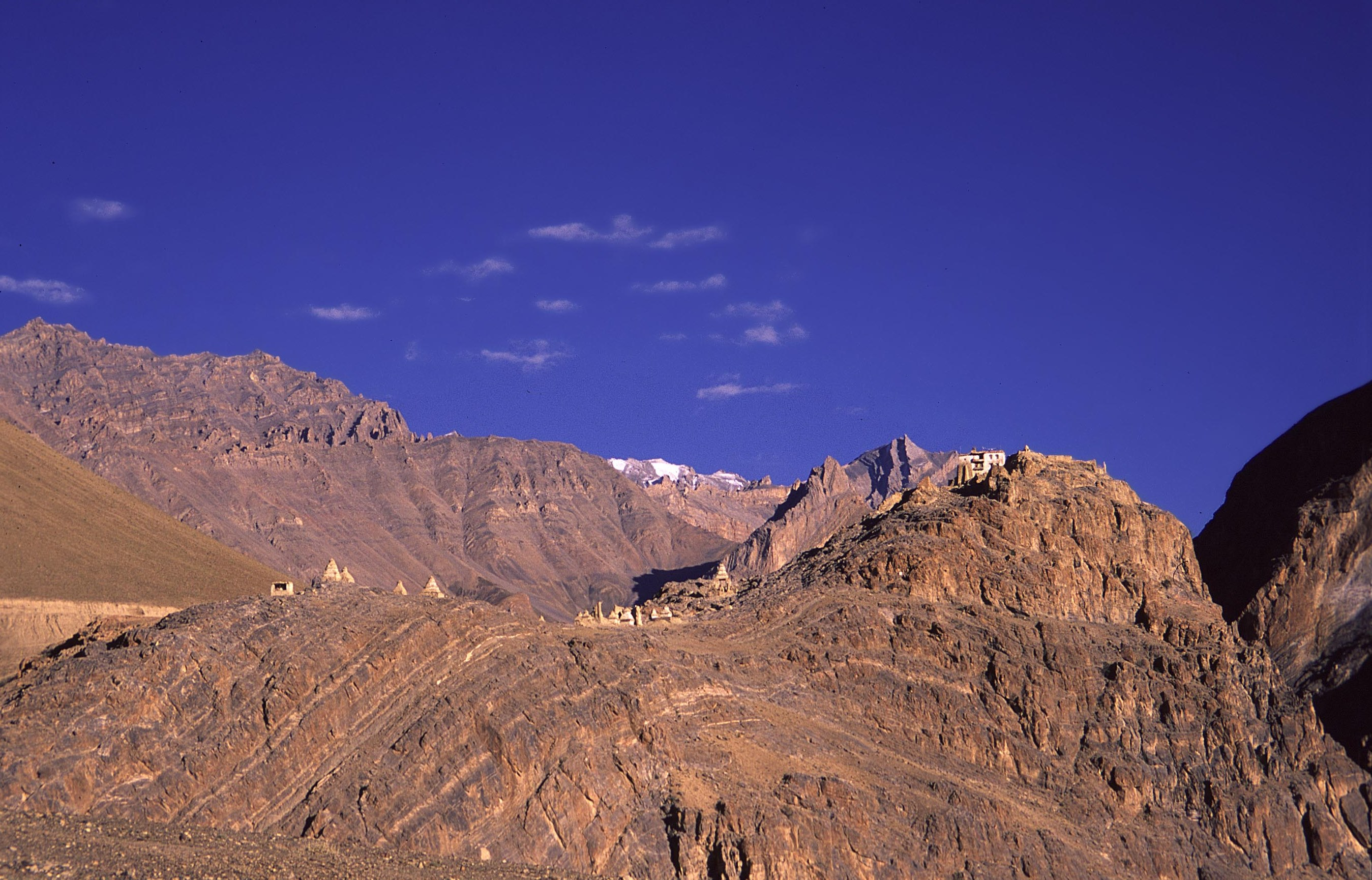
Zangla

- A világ tetejéhez közel (magyar dokumentumfilm, 85 perc, 1985, rendezte: Neményi Ferenc)
- Ösvény a világ tetején (tizenhárom részes magyar dokumentumfilm sorozat, 1996, rendezte: Székely Orsolya) Kőrösi Csoma Sándor nyomában Tibet úttalan útjain és kolostorain keresztül Széchényi Péter kalauzolásával.
- Az élet vendége – Csoma legendárium (12 év, magyar dokumentumfilm, 2006, 80 perc, rendezte: Szemző Tibor) Kőrösi Csoma Sándor a himalájai Kanam faluban.
- Zangla – Csoma nyoma (magyar dokumentumfilm, 30 perc, 2008, rendezte:  Bonta Zoltán) A zanglai kolostor és Kőrösi Csoma Sándor.
- Csoma ima (magyar dokumentumfilm, 2012, rendezte:  Bonta Zoltán)

## Lásd még
- Kargil-háború